# Almirallat de Sant Petersburg

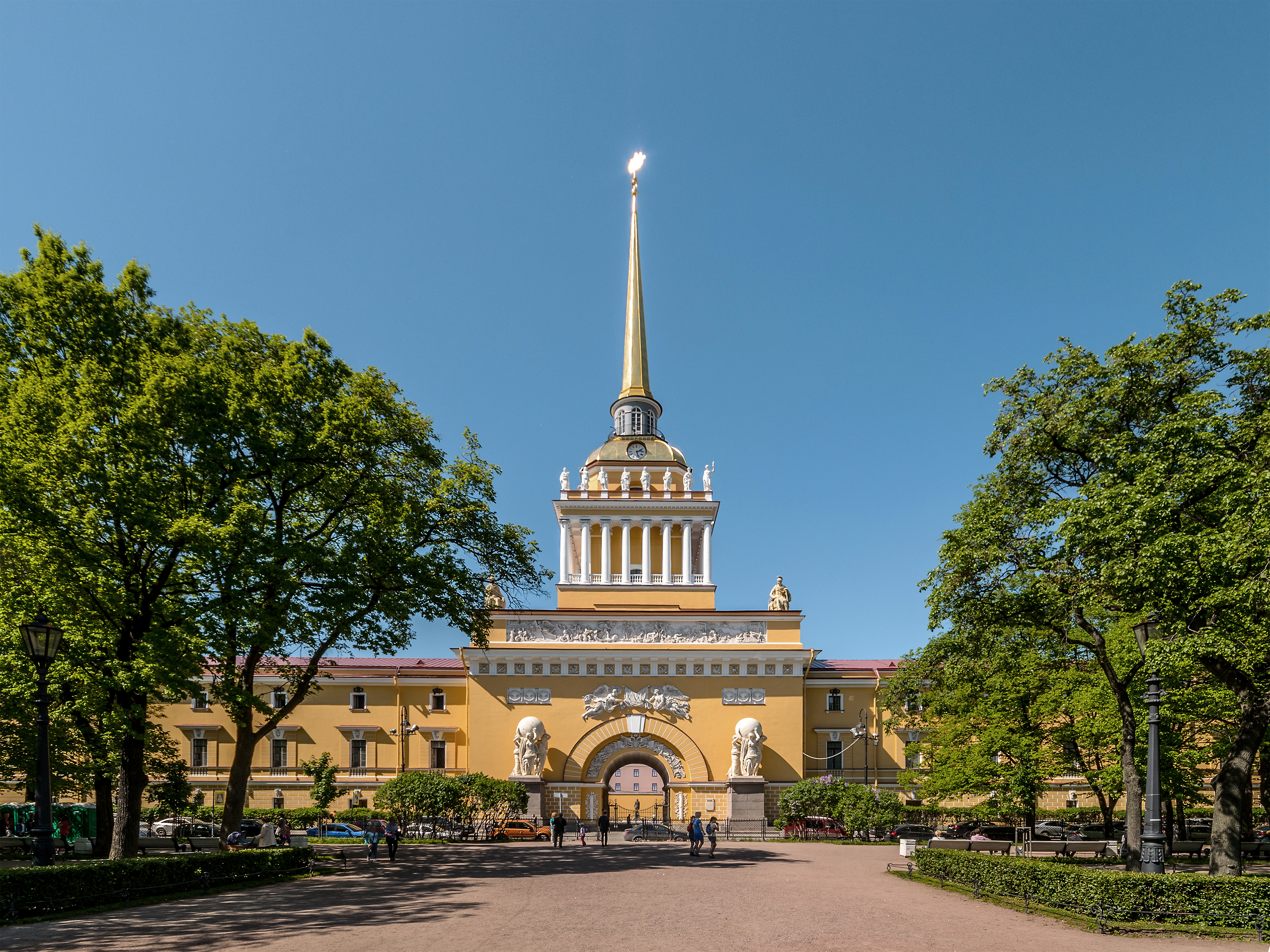
L'Almirallat

L'Almirallat de Sant Petersburg, construït entre 1806 i 1823, va ser la seu de l'Escola d'Almiralls Imperials Russos. Situat a l'extrem occidental de l'avinguda Nevski, és un dels monuments més famosos de la ciutat.

## Història
L'edifici actual va ser reconstruït al segle xix per donar suport a les ambicions marítimes del tsar. El disseny original era una drassana fortificada que va ser envoltada després per quatre bastions i a més protegida per un fossat. Pere el Gran va mostrar un fort interès en la construcció naval i algun dels seus dissenys es va incloure en els vaixells que es van crear a l'edifici per a la flota del Bàltic.
L'estil imperi de l'edifici, visible avui en dia, va ser construït per Andreian Zakhàrov, dissenyat entre 1806 i 1823. Situat a l'extrem occidental de l'avinguda Nevski, amb una agulla daurada rematada per un penell d'or en forma de petit vaixell (кораблик, koràblik), és un dels monuments més notables de la ciutat. La torre és el punt focal dels tres principals carrers antics de Sant Petersburg: l'avinguda Nevski, el carrer Gorokhóvaia i l'avinguda Voznesenski, cosa que subratlla la importància que Pere I de Rússia donava a la Marina. L'edifici es troba davant per davant del palau Lobànov-Rostovski.
Vladímir Nabókov, famós escriptor i nadiu de Sant Petersburg, va escriure una història curta el maig de 1933 titulada en anglès The Admiralty Spire ('L'agulla de l'Almirallat'). Hi fa referència també la novel·la L'agulla daurada de Montserrat Roig (1985), escrita a partir d'una estada a Leningrad i que testimonia el setge que va patir la ciutat per part dels nazis.